# هينريتش ماركس
هينريتش ماركس (بالألمانية: Heinrich Marx)‏ هو محامي ومحامي ألماني، ولد في 15 أبريل 1777 في زارلوييس في ألمانيا، وتوفي في 10 مايو 1838 في ترير في ألمانيا.